# Megan Sylvester
Megan Sylvester (* 4. Juli 1994 in Barnsley) ist eine britische Wasserspringerin. Sie startet für den Verein City of Sheffield in den Disziplinen 10-m-Turm- und Synchronspringen. In Synchronwettbewerben springt sie an der Seite von Monique Gladding.
Bei den Weltmeisterschaften 2009 in Rom wurde Sylvester im 10-m-Synchronspringen Sechste. Sie nahm 2010 an den ersten Olympischen Jugend-Sommerspielen teil und wurde Zehnte.
Ihren bislang größten Erfolg feierte Sylvester im 10-m-Synchronwettbewerb bei den Europameisterschaften 2010 in Budapest, als sie die Bronzemedaille gewann.
2008 wurde sie zudem Juniorenvizeeuropameisterin im 10-m-Turmspringen. 2010 erreichte sie bei den Britischen Meisterschaften im 10-m-Synchronwettbewerb den zweiten Platz.